# Here We Go Again
Here We Go Again är det andra studioalbumet av den amerikanska skådespelaren, sångaren och låtskrivaren Demi Lovato. Albumet släpptes den 21 juli 2009, under Hollywood Records och debuterade som #1 på Billboard Hot 100 med 108 000 sålda kopior. Den 5 oktober 2009 släpptes albumet i Sverige.

## Bakgrund
Demi klargjorde att det nya albumet "kommer att ha ett annorlunda sound." I kontrast till det poprock influerande debutalbumet, Don't Forget, så kommer det här albumet att ha mer "John Mayer-ish typer av låtar". Demi uttryckte sig även att henoms tidigare album hade mer av ett Jonas Brothers-sound, eftersom de hjälpte henom med de flesta av låtarna på albumet. Så istället ville hen göra det här albumet mer henoms eget.
På albumet har Demi jobbat med musikaliska influenser som John Mayer, Jon McLaughlin och William Beckett.

## Singlar
"Here We Go Again" är den första singeln från albumet. Den hade premiär på Radio Disney den 17 juni 2009. Musikvideon till singeln filmades den 8 juni i Los Angeles, och fans bjöds in för att vara med vid inspelningen via henoms officiella hemsida. Musikvideon hade senare premiär den 26 juni på Disney Channel. Låten debuterade på 51:a plats på Billboard Hot 100, och har sen dess klättrat upp till en 15:e plats.
"Gift of a Friend" är en promo-singel från albumet, som släpptes den 8 september 2009 för att promota den animerade filmen Tinkerbell and the Lost Treasure. Musikvideon till låten innehåller bland annat klipp och rollkaraktärer från filmen.
"Remember December" är den andra officiella singeln från albumet och släpptes den 17 november 2009. Musikvideon filmades den 26 oktober 2009 och släpptes den 12 november. Tamar Anitai från MTV Buzzworthy rankade sången som #5 på en lista för topp-fem-sånger från 2009. Sången nådde #38 på Billboard Hot Dance Club Songs, men misslyckades att listplaceras på Billboard Hot 100. Den släpptes i Storbritannien den 15 februari, där sången nådde #80.

## Promotion
- Radio Disney premiärspelade låtar från albumet dagligen, med start den 16 juli 2009. Det ledde till att hela albumet premiärspelades den 18 juli, med repris dagen efter.
- Under sommaren 2009 turnerade Demi i USA med David Archuleta.
- Innan albumet släpptes spelade Demi in en Wal-Mart Soundcheck.

## Tracklista
| 1.  | Here We Go Again      | Isaac Hasson, Lindy Robbins, Mher Filian   | SuperSpy                 | 3:46 |
| 2.  | Solo                  | Scott Cutler, Anne Preven, Demi Lovato     | John Fields              | 3:15 |
| 3.  | U Got Nothin' on Me   | Hasson, Filian, Lovato                     | SuperSpy                 | 3:38 |
| 4.  | Falling Over Me       | Jon McLaughlin, Lovato, Fields             | Fields                   | 4:06 |
| 5.  | Quiet                 | Cutler, Preven, Lovato                     | Fields                   | 2:45 |
| 6.  | Catch Me              | Lovato                                     | Fields                   | 3:10 |
| 7.  | Every Time You Lie    | McLaughlin, Fields, Lovato                 | Fields                   | 3:49 |
| 8.  | Got Dynamite          | Gary Clark, Evan Bogart, Victoria Horn     | Clark                    | 3:25 |
| 9.  | Stop the World        | Nick Jonas, Lovato, P.J. Bianco            | Fields                   | 3:34 |
| 10. | World of Chances      | John Mayer, Lovato                         | Fields                   | 2:51 |
| 11. | Remember December     | Fields, Lovato, Preven                     | Fields                   | 3:12 |
| 12. | Everything You're Not | Toby Gad, Robbins, Lovato                  | Fields                   | 3:43 |
| 13. | Gift of a Friend      | Adam Watts, Andy Dodd, Lovato              | Dodd, Watts              | 3:26 |
| 14. | So Far, So Great      | Aris Archontis, Jeannie Lurie, Chen Neeman | Archontis, Neeman, Lurie | 2:15 |

| 15. | La La Land   | Lovato, Nick Jonas, Joe Jonas, Kevin Jonas II | 3:16 |
| 16. | Don't Forget | Lovato, Nick Jonas, Joe Jonas, Kevin Jonas II | 3:43 |

### Special version
The tour edition släpptes för att marknadsföra Demi Lovatos sydamerikanska turné 2010, med release i endast Brasilien och Colombia.
- Here We Go Again CD
- Bonus DVD (Live at Wembley Arena)

| 1. | La La Land         |  |
| 2. | Get Back           |  |
| 3. | Don't Forget       |  |
| 4. | Here We Go Again   |  |
| 5. | Trainwreck         |  |
| 6. | Until You're Mine  |  |
| 7. | Two Worlds Collide |  |
| 8. | Remember December  |  |
| 9. | Party              |  |

## Albumlistor
| Lista (2009)                    | Topplacering |
| ------------------------------- | ------------ |
| Argentina (CAPIF Charts)        | 10           |
| Australien (ARIA Charts)        | 40           |
| Brasilien (ABPD Charts)         | 20           |
| Grekland (IFPI Greece)          | 5            |
| Kanada (Canadian Albums Chart)  | 5            |
| Mexiko (AMPROFON Charts)        | 25           |
| Nya Zeeland (RIANZ Charts)      | 10           |
| Spanien (Spanish Albums Chart)  | 35           |
| Tyskland (Media Control Charts) | 90           |
| USA (Billboard 200)             | 1            |